# 에드워드 로리 테이텀
에드워드 로리 테이텀(영어: Edward Lawrie Tatum, 1909년 12월 14일 ~ 1975년 11월 5일)은 미국의 유전학자이다. 1958년에 특정 화학반응을 조절하는 유전자 기능에 관한 연구로 조지 웰스 비들, 조슈아 레더버그와 함께 노벨 생리학·의학상을 수상했다.

## 수상 경력
- 1958년 : 노벨 생리학·의학상

## 참고 문헌
- Nobel Lectures, Physiology or Medicine 1942–1962, Elsevier Publishing Company, Amsterdam, 1964
- Biographical Memoirs: National Academy of Sciences, Volume 59, National Academy Press, 1990